# Sălcuța, Căușeni
Sălcuța (în rusă Сэлкуца, în ucraineană Селкуца) este un sat din raionul Căușeni, Republica Moldova. A fost atestat documentar pentru prima oară în 1706.

## Istoric
În martie 1813 în localitate este ridicată o biserică cu hramul Adormirea Maicii Domnului.

### Dicționarul Geografic al Basarabieide Zamfir Arbore
Sălcuța, sat mare, în jud. Bender, volostea Taraclia, așezat pe pârâiașul Cad-Murza, de lângă valea Botnei. Pozițiunea greografică: 46°36' lat., 26°55' long. Dealul de la V. are o înălțime de 54,4 st. deasupra n. m., după harta st. maj. rus. După părăsirea Basarabiei de tătari, un număr de 103 familii de țărani români au părăsit jud. Cârligătura și s-au așezat mai jos de Valul-lui-Traian, acolo unde a fost vechea seliște de tătari. Pe la 1820, s-au ridicat din nou, din cauza unei pâre ce au avut cu generalul Sabaneev, proprietarul unor locuri vecine, și au întemeiat satul pe actualul loc de seliște. La 1827, în Sălcuța au venit și s-au așezat 8 familii de ruteni. Astăzi (începutul secolului al XX-lea) satul are 365 case, cu o populație de 2875 suflete; biserică cu hramul Adormirii; 50 puțuri; 2 mori cu apă și 15 de vânt; o carieră de piatră; câteva vii; 1251 vite mari.

## Geografie
Sat este situat în partea de sud-est a țării, la aproximativ 3 km în linie dreaptă de graniță cu Ucraina. Râul Botna curge în zona imediat nordică a satului, afluent al Râului Nistru și al șaselea râu din Moldova în ordinea lungimii. La sud-est de sat (ocolul silvic Căușeni, Sălcuța, parcela 43, subparcela 3a), este amplasată râpa din Sălcuța, arie protejată din categoria monumentelor naturii de tip geologic sau paleontologic.

## Demografie

### Structura etnică
Structura etnică a localității conform recensământului populației din 2004:
| Grup etnic                                               | Populație | % Procentaj  |
| -------------------------------------------------------- | --------- | ------------ |
| Băștinași declarați Moldoveni Băștinași declarați Români | 4.014 425 | 89,28% 9,45% |
| Ruși                                                     | 17        | 0,38%        |
| Ucraineni                                                | 17        | 0,38%        |
| Țigani                                                   | 16        | 0,36%        |
| Bulgari                                                  | 2         | 0,04%        |
| Găgăuzi                                                  | 1         | 0,02%        |
| Alții                                                    | 4         | 0,09%        |
| Total                                                    | 4.496     |              |

## Administrație și politică
Componența Consiliului local Sălcuța (13 consilieri), ales la 5 noiembrie 2023, este următoarea:
|  | Partid                                       | Consilieri | Componență | Componență | Componență | Componență | Componență | Componență | Componență | Componență | Componență |
|  | -------------------------------------------- | ---------- | ---------- | ---------- | ---------- | ---------- | ---------- | ---------- | ---------- | ---------- | ---------- |
|  | Partidul Liberal Democrat din Moldova        | 9          |            |            |            |            |            |            |            |            |            |
|  | Partidul Acțiune și Solidaritate             | 2          |            |            |            |            |            |            |            |            |            |
|  | Partidul Social Democrat European            | 1          |            |            |            |            |            |            |            |            |            |
|  | Partidul Socialiștilor din Republica Moldova | 1          |            |            |            |            |            |            |            |            |            |